# Suatu
Suatu é uma comuna romena localizada no distrito de Cluj, na região histórica da Transilvânia. A comuna possui uma área de 52.84 km² e sua população era de 1842 habitantes segundo o censo de 2007.